# Wouter ter Maat
Wouter ter Maat (ur. 7 maja 1991) – holenderski siatkarz, grający na pozycji atakującego, reprezentant Holandii. 

## Sukcesy klubowe
Superpuchar Holandii:
- 2014

Puchar Holandii:
- 2015[4]

Mistrzostwo Holandii:
- 2015

Mistrzostwo Niemiec:
- 2017

Puchar Turcji:
- 2019

Mistrzostwo Turcji:
- 2019, 2021, 2022[5], 2023[6], 2025[7]
- 2024[8]

Puchar Challenge:
- 2021

Superpuchar Turcji:
- 2021, 2022[9], 2023[10]

Puchar CEV:
- 2025[11]

## Sukcesy reprezentacyjne
Liga Europejska:
- 2019

## Nagrody indywidualne
- 2016: MVP belgijskiej ligi w sezonie 2015/2016
- 2016: Najlepszy siatkarz roku w Belgii[12]
- 2021: MVP Superpucharu Turcji
- 2023: MVP Superpucharu Turcji